# Pierrafortscha
Pierrafortscha är en ort och kommun i distriktet Sarine i kantonen Fribourg, Schweiz. Kommunen hade 150 invånare (2023).